# 立方数科
立方数科股份有限公司（英語：Cubic Digital Technology Co.,Ltd.；深交所：300344，简称：立方数科），是中国深圳证券交易所的一家上市公司，主要从事BIM软件市场拓展、销售、技术支持、BIM咨询服务、软件开发。
公司成立于1999年8月，前身为北京太空板结构工程有限公司。2011年整体变设立股份公司，更名北京太空板业股份有限公司。2012年8月1日在深圳证券交易所创业板挂牌上市，证券代码“300344”，证券简称“太空板业”。2018年，公司名称变更为太空智造股份有限公司，证券简称由“太空板业”变更为“太空智造”，证券代码不变。2021年，公司名称由“太空智造股份有限公司”变更为“立方数科股份有限公司”，证券简称由“太空智造”变更为“立方数科”。2022年8月，公司注册地址由“北京市丰台区中核路3号院3号楼12层1201室”变更为“安徽省六安市经济技术开发区皋城东路与经二路交口”。
2021年，公司实现营业收入5.59亿元，同比增加182.49%；实现净利润2577.98万元，同比增加104.35%。